# 刘锡三 (1907年)
刘锡三（1907年—1997年2月22日），男，直隶唐县（一作唐山县）人，中华人民共和国政治人物，曾任南宁市人民政府市长，鞍山市人民委员会市长、中共鞍山市委书记、市人大常委会主任。

## 生平
1925年在河北保定第二师范学校读书时加入中国共产主义青年团，1926年10月加入中国共产党。1927年参加南昌起义，12月参加广州武装起义。起义失败后，与党组织失去联系，1937年11月重新加入中国共产党。抗日战争时期，历任唐山县抗日动员会副主任、游击队政委、曲阳县县长、灵寿县县长、晋察冀边区政府总务主任。解放战争时期，任热河省民政厅厅长、秘书长，乌丹警备区专员，解放军第四十五军后勤部部长。1949年12月11日任南宁市市长。1950年1月南宁市定为广西省会后，任第一副市长。1951年5月，任南宁市市长、中共南宁市委副书记。1953年5月起，曾任广西省民政厅厅长，广西省人民政府秘书长。1958年1月后历任辽宁省鞍山市市长、中共鞍山市委书记、市人大常委会主任等职。